# James Hannington
James Hannington (ur. 3 września 1847, Hurstpierpoint, Anglia, zm. 29 października 1885, Busoga, Uganda) – brytyjski misjonarz, święty kościoła anglikańskiego, męczennik. Jego święto przypada 29 października.
Był pierwszym biskupem Kościoła anglikańskiego w Afryce Wschodniej. Dążąc do zbudowania krótszej i bezpieczniejszej drogi pomiędzy Mombasą a Bugandą popadł w konflikt z królem Bugandy Mwangą II. 21 października 1885 roku razem ze swoimi ludźmi dotarł w pobliże Jeziora Wiktorii. Ich przybycie nie pozostało jednak niezauważone i misjonarze zostali uwięzieni w Busoga przez króla Mwanga. Po ośmiu dniach James Hannington i pozostali misjonarze zostali straceni.
Anglicy upamiętnili biskupa nazywając jego imieniem jezioro aktualnie znane jako Bogoria.